# Short Cuts
Short Cuts is een dramafilm uit 1993 van Robert Altman met in de hoofdrollen onder meer Andie MacDowell en Matthew Modine. De film is gebaseerd op negen korte verhalen en een gedicht van Raymond Carver.

## Verhaal
De film speelt zich af in Los Angeles. De personages en gebeurtenissen zijn gebaseerd op het werk van Carver en passeren grotendeels los van elkaar de revue, maar soms raken de verhaallijnen elkaar. Zo worden de huwelijksproblemen van Ralph (Matthew Modine) en zijn vrouw Marian (Julianne Moore) belicht, maar is Ralph ook de behandelend arts van Casey, het aangereden zoontje van Howard (Bruce Davison) en Ann (Andie MacDowell).

## Rolverdeling
| Acteur               | Personage       | Opmerkingen      |
| -------------------- | --------------- | ---------------- |
| Matthew Modine       | dr. Ralph Wyman |                  |
| Julianne Moore       | Marian          | Ralphs vrouw     |
| Bruce Davison        | Howard Finnigan |                  |
| Andie MacDowell      | Ann Finnigan    | Howards vrouw    |
| Fred Ward            | Stuart Kane     |                  |
| Anne Archer          | Claire Kane     | Stuarts vrouw    |
| Tim Robbins          | Gene Shepard    |                  |
| Madeleine Stowe      | Sherri Shepard  | Genes vrouw      |
| Lily Tomlin          | Doreen Piggot   |                  |
| Tom Waits            | Earl Piggot     | Doreens man      |
| Robert Downey jr.    | Bill Bush       |                  |
| Lili Taylor          | Honey Bush      |                  |
| Chris Penn           | Jerry Kaiser    |                  |
| Jennifer Jason Leigh | Lois Kaiser     |                  |
| Peter Gallagher      | Stormy Weathers |                  |
| Frances McDormand    | Betty Weathers  |                  |
| Annie Ross           | Tess Trainer    |                  |
| Lori Singer          | Zoe Trainer     |                  |
| Lyle Lovett          | Andy Bitkower   | De lokale bakker |
| Buck Henry           | Gordon Johnson  |                  |
| Huey Lewis           | Vern Miller     |                  |
| Jack Lemmon          | Paul Finnigan   | Howards vader    |